# Monogatari

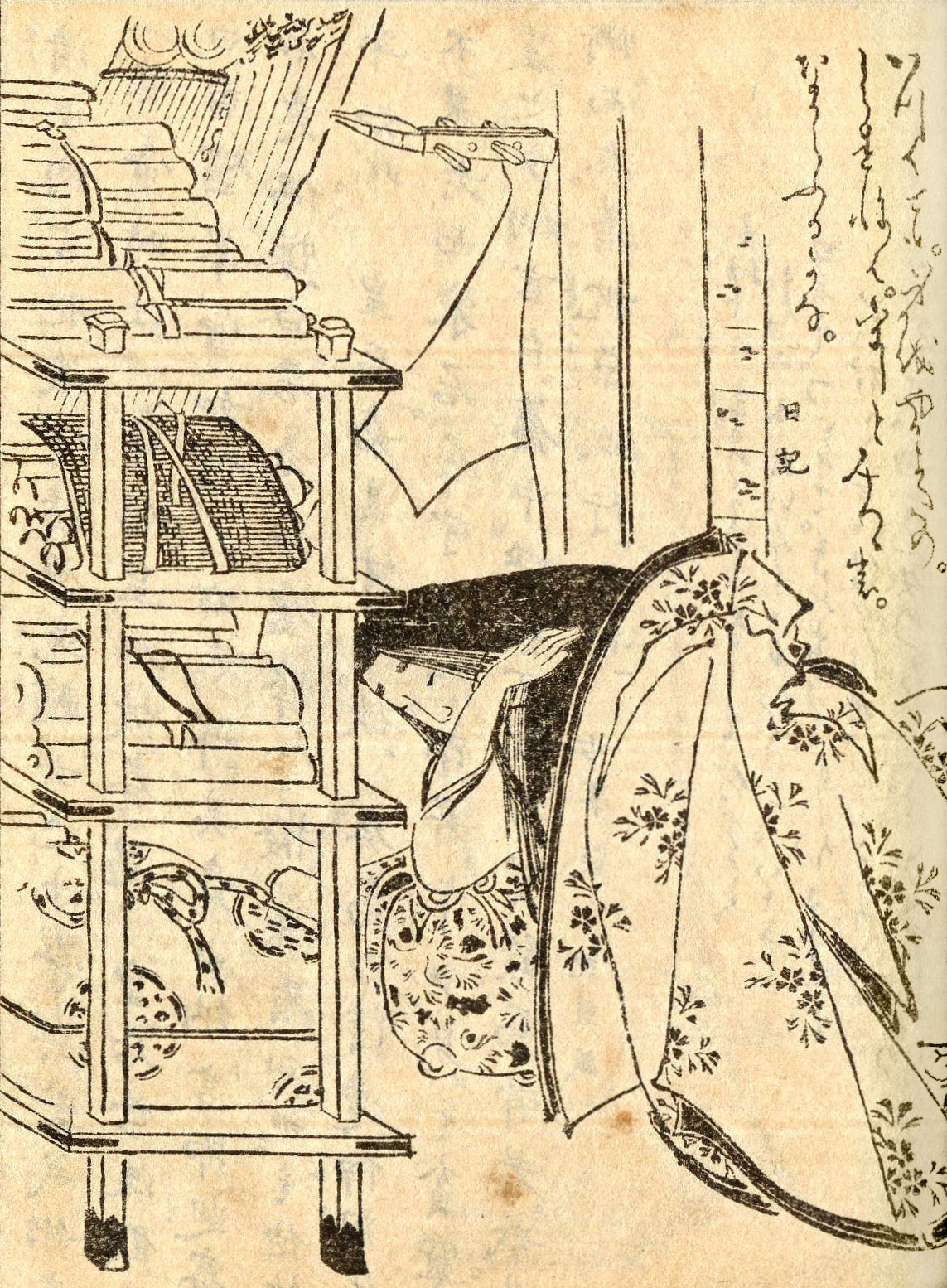
Reproducció de Murasaki Shikibu, autor del llibre Genji monogatari.

El Monogatari (物語) és un gènere literari tradicional de la literatura japonesa, que consisteix en una prosa narrativa de contes comparable a la poesia èpica. El mot monogatari vol dir «relat de coses». És un gènere pròxim a diversos aspectes de la tradició oral, i pràcticament sempre relata un fet fictici, encara que torni a explicar un esdeveniment històric. Diverses de les grans obres de la ficció japonesa, com per exemple el Genji monogatari i el Heike monogatari utilitzen aquest gènere del monogatari.
Aquest gènere va predominar entre els segles Segle IX i XV, arribant al punt culminant entre els segles x i xi. D'acord amb en Fūyō Wakashū (1271), existien 198 monogatari durant el segle xiii. D'aquests, als voltants de quaranta encara existeixen.

## Gèneres
Aquest gènere està subdividit en múltiples categories, depenent del seu contingut:

### Denki-monogatari
Històries que relaten esdeveniments fantàstics.
- Taketori Monogatari
- Utsubo Monogatari

### Uta-monogatari
Històries obtingudes de les poesies. Poemes narratius.
- Heichū Monogatari
- Ise Monogatari
- Yamato Monogatari

### Tsukuri-monogatari
Històries romàntiques de l'aristocràcia.
- Genji Monogatari
- Hamamatsu Chūnagon Monogatari
- Ochikubo Monogatari
- Sagoromo Monogatari
- Torikaebaya Monogatari
- Tsutsumi Chūnagon Monogatari
- Yoru no Nezame

### Rekishi-monogatari
Contes històrics
- Eiga Monogatari
- Ōkagami

### Gunki-monogatari
Històries de guerra
- Gikeiki
- Heiji monogatari
- Heike monogatari
- Hōgen monogatari
- Soga monogatari
- Taiheiki

### Setsuwa-monogatari
Històries anecdòtiques
- Konjaku Monogatari
- Uji Shūi Monogatari

### Giko-monogatari
Imitacions pseudo-clàssiques d'històries anteriors.
- Matsura no Miya Monogatari
- Sumiyoshi Monogatari